# Stupkî, Zinkiv
Stupkî (în ucraineană Ступки) este un sat în comuna Proțenkî din raionul Zinkiv, regiunea Poltava, Ucraina.

## Demografie
Componența lingvistică a localității Stupkî
     Ucraineană (97,02%)
     Rusă (2,98%)
Conform recensământului din 2001, majoritatea populației localității Stupkî era vorbitoare de ucraineană (97,02%), existând în minoritate și vorbitori de rusă (2,98%).